# Elattostachys falcata
Elattostachys falcata är en kinesträdsväxtart som först beskrevs av Asa Gray, och fick sitt nu gällande namn av Ludwig Radlkofer. Elattostachys falcata ingår i släktet Elattostachys och familjen kinesträdsväxter. Inga underarter finns listade i Catalogue of Life.